# Sporotrichum roseolum
Sporotrichum roseolum är en svampart som beskrevs av Oudem. & Beij. 1903. Sporotrichum roseolum ingår i släktet Sporotrichum och familjen Fomitopsidaceae.   Inga underarter finns listade i Catalogue of Life.